# Marc Ristori
Marc Ristori est un motocycliste suisse, né le 21 décembre 1981  à Genève.

## Biographie
En mai 2001, il est victime d'une déchirure du ligament croisé antérieur gauche.
Le 30 novembre 2007, il est victime d'une chute à Palexpo lors du Supercross International de Genève et est blessé à la moelle épinière. Il se déplace depuis en fauteuil roulant.
Le cinéaste suisse Benjamin Tobler réalise un documentaire « d'une seconde à l'autre » sur la nouvelle vie de Marc Ristori après son accident. Ce film est sorti le 7 décembre 2011 en Suisse romande.
Marc Ristori pratique maintenant[Quand ?] le handbike.

## Palmarès
- 1991 : champion suisse en catégorie 60 cm3[1] ;
- 1993 : champion suisse en 80 cm3[1] ;
- 1998 : premier pilote suisse à participer à un Supercross, à Phoenix[1] ;
- 1999 : vainqueur du Supercross de Bâle en 125 cm3[1] ;
- 2002 : champion suisse en Open[1] ;
- 2003 : champion suisse en Open[1] ;
- 2004 : champion suisse en Open[1].